# Duo Fasano
Il Duo Fasano è stato un duo vocale italiano attivo prevalentemente negli anni 1950, formato dalle sorelle gemelle torinesi
Secondina Piera Angela Fasano detta Dina (Torino, 21 settembre 1924 – Torino, 24 novembre 1996) e  
Terzina Fasano detta Delfina (Torino, 21 settembre 1924 – Torino, 16 dicembre 2004).

## Storia

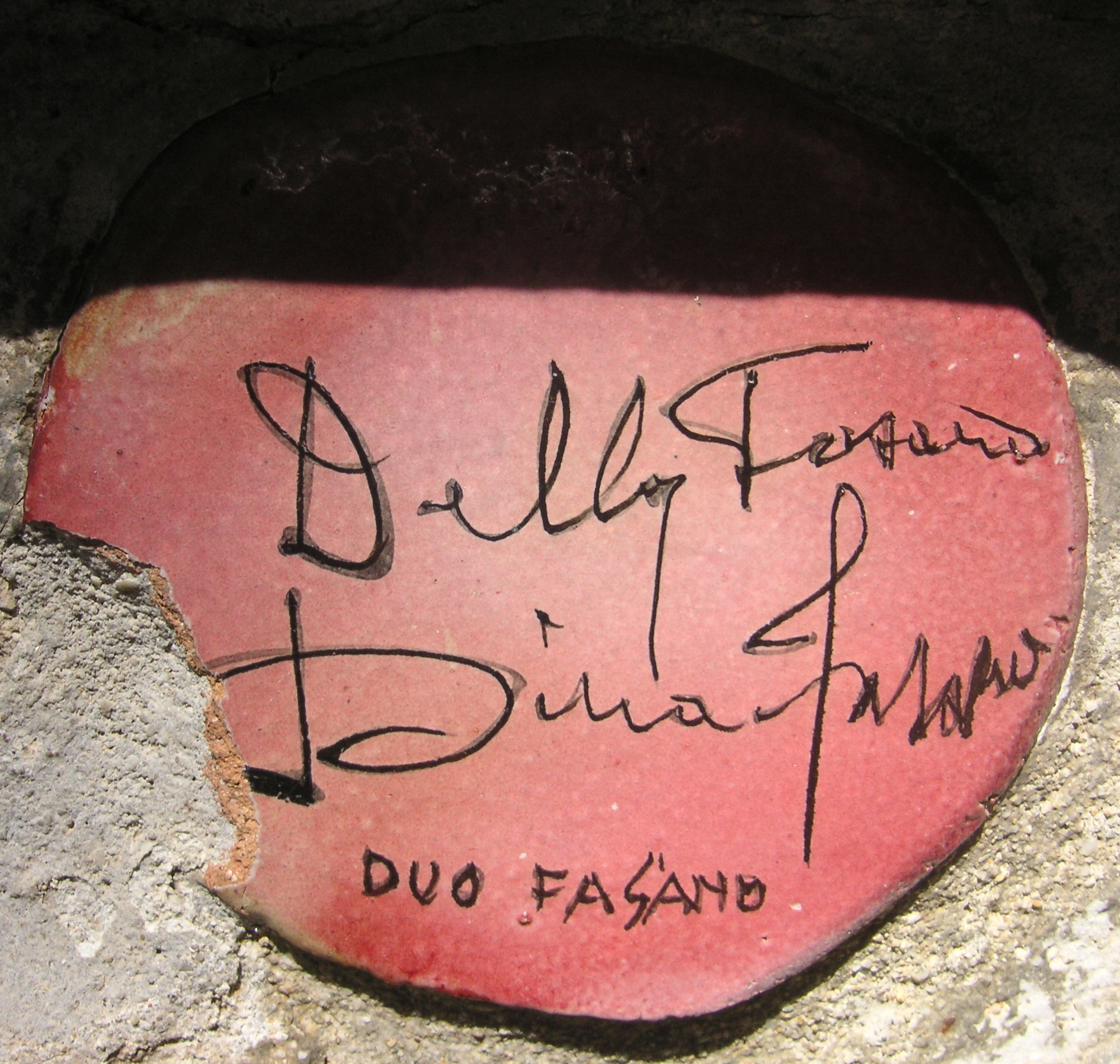
Autografi di Dina e Delfina Fasano sul muretto di Alassio

Nate nel 1924 da un rappresentante di stoffe e una libraia del centro di Torino, le due frequentarono l'Istituto Magistrale. Vennero notate nel 1941 dal maestro Carlo Prato, quando erano ancora studentesse alle magistrali; al provino eseguirono Pippo non lo sa, e il maestro Prato rimase così colpito da loro da chiamare i colleghi Pippo Barzizza, Tito Petralia e Cinico Angelini per farle ascoltare da loro. Iniziarono quindi a lavorare in radio in varie riviste dell'Eiar: nel 1941 Delfina Fasano ebbe un breve flirt con Enrico De Angelis del Quartetto Cetra, conosciuto durante un lavoro insieme del Duo Fasano e del Quartetto in una rivista radiofonica, in cui proponevano la canzone Villa da vendere eseguendola a sei voci.
Nell'immediato dopoguerra continuarono a esibirsi in locali torinesi come il Punto Interrogativo in via San Donato; nel 1948 entrarono nell'organico di Angelini, insieme a Nilla Pizzi e Luciano Benevene.
Nel 1951, parteciparono alla prima edizione del Festival di Sanremo e lunedì 29 gennaio diventarono le prime artiste a salire sul palco della manifestazione, eseguendo il brano Sorrentinella, il primo mai presentato nella storia del Festival. Nel 1952, pur non entrando tra le canzoni finaliste, vinsero il premio Maschera d'Argento. Nel 1954 si aggiudicarono il terzo posto, accompagnando Gino Latilla in E la barca tornò sola. Nel 1957 vinsero, in coppia con Vittoria Mongardi, il Festival della Canzone Italiana di Toronto con Casetta in Canadà.
Nei primi anni sessanta lasciarono l'Italia e continuarono a esibirsi in Sud America e in Australia. Tornate a Torino, collaborarono con Paolo Conte nel 1974 e nel 1975, durante le registrazioni dei suoi primi due album. Nel 1983 registrarono per la Drums il loro ultimo 45 giri, con due canzoni scritte per loro da Toni Asquino (con la collaborazione ai testi di Dina), Noi e Io verrò con te.
Renzo Arbore nel 1984 le chiamò per il suo Cari amici vicini e lontani, dedicata alla storia della radio italiana, e fu l'ultima apparizione televisiva insieme (Delfina ha partecipato nel 2000 a Ci vediamo in tivù di Paolo Limiti).
Nel 1986 furono premiate dal Presidente della Repubblica Francesco Cossiga come benemerite della cultura musicale e canora italiana; due anni dopo si ritirarono.
Dina morì nel 1996 e Delfina nel 2004. Entrambe vennero sepolte al Cimitero monumentale di Torino.
Tra i loro successi: Due gattini, Casetta in Canadà, Cirillino ci, Aveva un bavero, Raggio nella nebbia, Nozze d'oro, Fragole e cappellini, Le trote blu, I ragazzi dello swing, Vecchio tram.

## Discografia parziale
Album in studio
- 1958 - Il Duo Fasano con Angelini e la sua orchestra
- 1982 - I grandi successi (Fonit Cetra – PL 617)

### 45 giri/EP
- 1949 - Samba spensierata/Rumba di primavera entrambe con Nilla Pizzi
- 1950 - Il caracol/Ba-tu-ca-da
- 1951 - Me Voi Pa 'l Pueblo/Ciquita Bacana
- 1951 - Grazie dei fiori/Sorrentinella
- 1951 - Sedici anni/Sotto il mandorlo
- 1951 - Eco fra gli abeti/Al mercato di Pizzighettone
- 1951 - Famme durmì/La cicogna distratta
- 1951 - Notte di Sanremo/La margherita
- 1951 - Sei fatta per me/Mia cara Napoli
- 1951 - Oro di Napoli/Ho pianto (una sola volta)
- 1951 - La gavottina dei nonni/Nulla cambierà
- 1951 - No! No! Non si può/Louise
- 1951 - El Marinerito/Un cinese a Napoli
- 1951 - Sono senza soldi-J'ai bu
- 1951 - Trichete trac/Una donna prega
- 1952 - Passerà/Il visconte di Bragelonne
- 1954 - Piripicchio e Piripacchio
- 1957 - Hernando un caffè/Lisboa antiqua
- 1957 - Chi troppo in alto sal/Era un dixieland
- 1958 - Bondì me Turin/Ciao Turin
- 1958 - Lollipop/Adele
- 1959 - Si chiama Boogie-Woogie/Berta, Bertina, Bertona
- 1959 - Ciuquito Trinidad/Buon dì
- 1960 - La luna e il cow-boy/Danny Boy
- 1960 - Che gioia... ya ya ya/Canzoncella italiana
- 1960 - Folle banderuola/Il dente d'elefante
- 1960 - Lettera a Pinocchio/La vita è colorata
- 1963 - Occhiali blu/Non mi dire addio
- 1985 - Noi/Io verrò con te
- 1957 - Galopera/Bondi me Turin/Hernando un caffè/A nueva Laredo
- 1960 - La dolce vita/Rossetto sul colletto

### Partecipazioni
- 1951 - La gavottina dei nonni/Nulla cambierà
- 1956 - Oscar Carboni (Cetra, LPA. 64) con il brano Nannì ('Na gita a li Castelli)
- 1957 - 7º Festival della Canzone - S. Remo 1957 (Cetra, LPA. 95) con i brani Un filo di speranza e Venezia mia
- 1957 - Casetta in Canada/Un filo di speranza
- 1958 - La canzone che piace a te/Campana di Santa Lucia
- 1961 - Gin gin gin/Burattino
- 1974 - Paolo Conte
- 1975 - Paolo Conte
- 1982 - I fantastici anni '50 - 1954 (Fonit Cetra, FAC 5004) con il brano Aveva un bavero
- 1990 - Tutto Sanremo - 40 anni di festival 1951-57 (Armando Curcio Editore, SRM 05) con il brano Aveva un bavero
- 2010 - VIII Festival della Canzone - Sanremo 1958 (Plip Music, PLIP PL 003) con i brani I trulli di Alberobello e Nozze d'oro
- xxxx - Italia Swing (Habana) con il brano Aspetto il diretto